# Захудалый род
«Захудалый род. Семейная хроника князей Протозановых» — роман Николая Лескова, впервые опубликованный в номерах «Русского вестника» за 1874 год. Является заключительной частью трилогии «старгородских хроник», в которую также вошли «Старые годы в селе Плодомасове» и «Соборяне».
Изначально автор намеревался написать большую семейную хронику, однако из-за разногласий с М. Катковым отказался публиковать третью часть, оставив роман незаконченным. Через продолжительное время Лесков попытался закончить произведение, написав заключительную главу.

## Критика
Сам Лесков оценил «Захудалый род» выше «Соборян» и «Запечатлённого ангела», назвав его «самой зрелой работой». Публикация в журнале первой и второй частей получила высокую оценку со стороны Ивана Аксакова и Николая Пирогова.

## Театральные постановки
В 2006 году был поставлен в Студии театрального искусства.